# Rio Bezded
O Rio Bezded é um rio da Romênia afluente do Rio Gârbou, localizado no distrito de Sălaj.